# Walter Schumacher (Botaniker)
Walter Schumacher (* 3. Juli 1901 in Pforzheim; † 7. Februar 1976 in Bonn) war ein deutscher Botaniker und Hochschullehrer. 

## Leben und Wirken
1938 wurde Schumacher an das Botanische Institut der Universität Bonn berufen und 1947 als Direktor des Botanischen Instituts und des Botanischen Gartens. Er trug zur Wiederherstellung des im Zweiten Weltkrieg zerstörten botanischen Gartens der Universität bei.
1969 wurde er emeritiert.

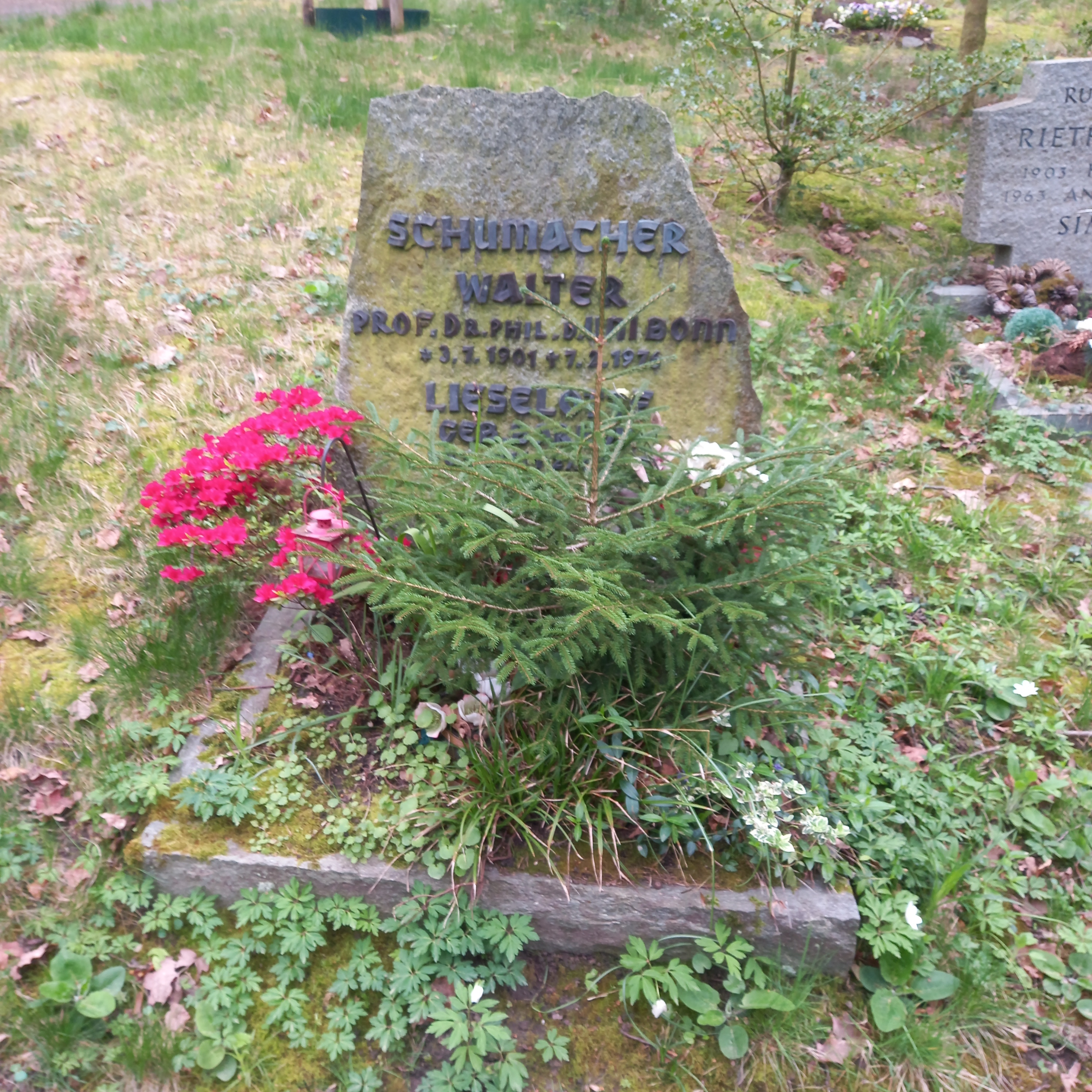
Das Grab von Walter Schumacher und seiner Ehefrau Lieselotte auf dem Poppelsdorfer Friedhof in Bonn

Schumacher hat viele Jahre an dem Standardwerk für Hochschulstudenten der Botanik, dem Hochschullehrbuch „Strasburger“, mitgearbeitet. In der 22.–28. Auflage (1944–1962) war er für den Abschnitt „Physiologie“ verantwortlich.

## Werke
- Ein Beitrag zur Kenntnis des Stoffwechsels panaschierter Pflanzen. In: Planta. Bd. 5, S. 161–231; Springer, Berlin 1928 (Leipzig, Phil. Diss., 1928)
- Tod und Unsterblichkeit in der Pflanzenwelt. Pflanzenschutz als Grenzwissenschaft. [NSDAP., NSD.-Dozentenbund], [Bonn] 1939 (Vorträge in den vom NSD.-Dozentenbund veranstalteten Vollversammlungen der Dozentenschaft der Universität Bonn; Heft 1 u. 2)

## Ehrungen
- Schumacher-Weg (seit 1996) im Botanischen Garten Bonn